# Capitalismo, Socialismo e Democracia
Capitalismo, Socialismo e Democracia (Capitalism, Socialism and Democracy) é um ensaio sobre economia (e a outros níveis, sobre Sociologia e História) de Joseph Schumpeter, indiscutivelmente a mais famosa (ou uma das mais famosas), debatida e importante obra deste autor, e um dos grandes clássicos das ciências sociais no século XX.
O que torna esta obra de Schumpeter tão brilhante são três aspectos em particular: a sua visão romanceada da democracia; a sua análise herética do funcionamento da economia capitalista; e o seu argumento provocativo de que o capitalismo está destinado a desaparecer — não por causa do seu fracasso, mas por causa do seu sucesso.
Publicada pela primeira vez em 1942, a obra é em grande parte não matemática, em comparação com as obras neoclássicas, colocando o foco nos surtos inesperados e rápidos de crescimento desencadeados pelo empreendedorismo, em vez de em modelos estáticos.
É o terceiro livro publicado antes de 1950 mais citado em ciências sociais, atrás de Capital, Volume I de Karl Marx e A Riqueza das Nações de Adam Smith.

## Antecedentes
No final da década de 1930, Schumpeter decidiu escrever um pequeno livro sobre socialismo. Citando a sua esposa, Elizabeth Boody Schumpeter: "J.A.S. tinha terminado a obra monumental, Business Cycles, em 1938, e procurou descontracção com Capitalismo, Socialismo e Democracia, que ele considerava como uma proposta nitidamente 'popular' e que contava terminar em poucos meses."
Esta obra, no entanto, levou mais tempo a concluir do que ele esperava, e só foi publicada em 1942. Foi muito bem recebida, tanto no Reino Unido como nos Estados Unidos, e a sua reputação cresceu à medida que novas edições foram publicadas em 1947 e 1950. Hoje, de acordo com John Kenneth Galbraith, Capitalismo, Socialismo e Democracia é a principal obra pela qual Schumpeter é lembrado.
No prefácio à edição de 1950, Schumpeter diz que este seu livro foi o resultado de "quase quarenta anos de pensamento, observação e pesquisa sobre o assunto do socialismo". Gottfried Haberler — uma especialista da obra de Schumpeter, por sua vez, acrescentou que o livro "resume, faz a actualização e modifica ligeiramente o resultado do trabalho ao longo da vida de trabalho e estudo de Schumpeter [não só do socialismo, mas da teoria económica também]".
Svedberg continua: “Há também o fato de que o período em que Capitalismo, Socialismo e Democracia foi escrito foi particularmente turbulento e dramático na vida de Schumpeter. Ele foi, por exemplo, investigado nestes anos pelo FBI por possível espionagem e havia rumores, (como ainda existem), que era pro-nazi. Ele também estava passando por uma crise pessoal — reavaliando-se e ao seu trabalho. Através de seu estilo exuberante, Capitalismo, Socialismo e Democracia pode dar a impressão de que foi escrito por alguém que era feliz e despreocupado, mas tal estava longe de ser o caso.”

## Resumo

### Parte I: A Doutrina Marxista
Schumpeter dedica as primeiras 56 páginas do livro a uma análise do pensamento marxista e o lugar nele para os empreendedores. Digno de nota é a maneira como Schumpeter salienta a diferença entre o capitalista e o empreendedor, uma distinção que, segundo ele, seria benéfica se Marx a tivesse feito (p. 52). A análise de Marx é dividida em quatro funções que Schumpeter atribui ao escritor - profeta, sociólogo, economista e professor. A seção de Marx como profeta explica que, se por nada mais, Marx teria sido bem recebido pelas pessoas que precisavam de uma teoria para explicar o que estava a acontecer na sua sociedade. A seção de Marx como sociólogo foca como a teoria de classe de Marx se encaixa nas grandes tradições intelectuais contemporâneas e como ela as suplantou pelo menos na sua capacidade de sintetizar o pensamento sociológico. A seção de Marx como economista centra-se na teoria económica de Marx considerando-a excessivamente "estacionária" (pp. 27, 31). Ele também tratou dos conceitos de crise e de ciclo económico, duas teorias económicas de que Marx foi pioneiro (p. 39). Na última seção, Marx como professor, avalia a utilidade do pensamento de Marx para interpretar os acontecimentos do seu tempo e os que ocorreram entre a sua morte e o tempo de Schumpeter. Schumpeter diz que qualquer teoria sobre crises ganha apoio quando as crises ocorrem e aponta para algumas áreas onde as teorias de Marx falharam na previsão. Na página 53, ele argumenta que a teoria prediz bem as experiências coloniais inglesa e holandesa nos trópicos, mas falha quando aplicada à Nova Inglaterra, por exemplo.

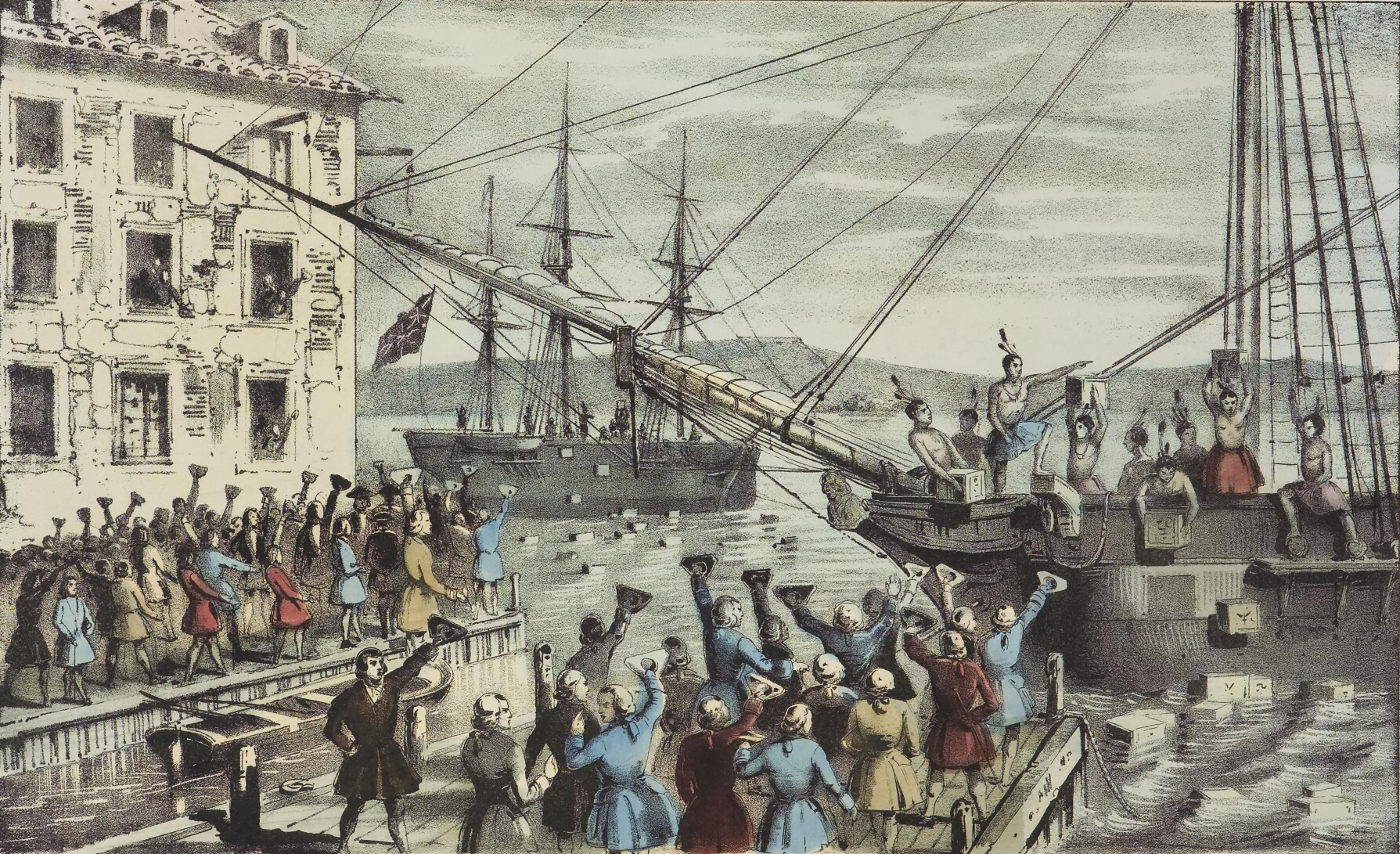
A Destruição de Chá no porto de Boston, 1773

### Parte II: Pode o Capitalismo Sobreviver?
Schumpter responde "não" no prólogo a esta secção. Mas ele diz: "Se um médico prevê que o seu paciente vá morrer em breve, isso não significa que ele o deseje." A secção consiste dos seguintes dez tópicos: A Taxa de aumento de Produção total, Capitalismo Plausível, o Processo de Destruição Criadora, Práticas Monopolistas, Temporada, A Diminuição das Oportunidades de Investimento, A Civilização do Capitalismo, Paredes derrubadas, Hostilidade crescente e Decomposição.
Destes, a destruição criadora foi absorvida na teoria económica dominante. Esta seção elabora uma visão do capitalismo que, em última análise, tende para o domínio das grandes sociedades anónimas que, ele sugere, será a sua própria ruína.

### Parte III: Pode o Socialismo funcionar?
Nesta Parte é explorada a análise comparativa das teorias do socialismo conhecidas. As cinco seções desta Parte são: Plataformas de Compensação, O Diagrama Socialista, Comparação de Diagramas, O Elemento Humano e Transição.

### Parte IV: Socialismo e Democracia
Este seção analisa como a democracia e o socialismo se poderão combinar. As quatro seções desta Parte incluem, A Definição do Problema, A Doutrina Clássica de Democracia, Uma Outra Teoria de Democracia e A Inferência.

### Parte V: Uma descrição histórica dos Partidos Socialistas
Esta parte desenvolve cinco períodos do pensamento socialista. Antes de Marx, no tempo de Marx, de 1875 a 1914 (antes da Primeira Guerra Mundial), o período entre-guerras e o período contemporâneo de Schumpeter do pós-guerra.

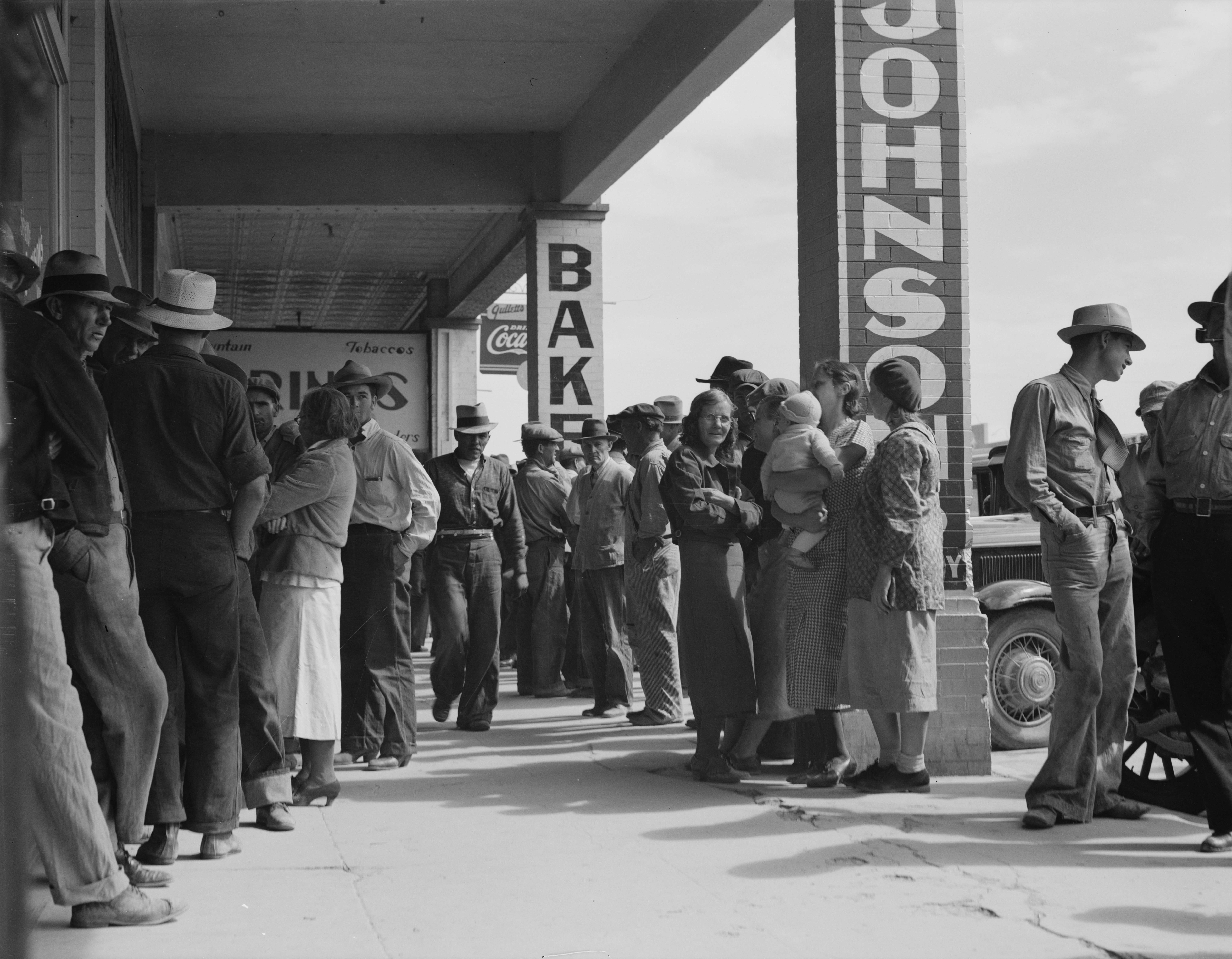
Fila de famílias esperando por ajuda financeira. Diversos programas de ajuda social foram criados pelo governo dos Estados Unidos a partir de 1933.

## Principais conceitos

### Capitalismo e socialismo
A teoria de Schumpeter é que o sucesso do capitalismo conduzirá a uma forma de domínio dos grandes grupos empresariais e ao crescimento dos valores hostis ao capitalismo, especialmente entre os intelectuais. O clima intelectual e social necessário ao florescimento do empreendedorismo não existirá no capitalismo avançado; será substituído por alguma forma de socialismo. Não haverá uma revolução, mas apenas uma tendência para os partidos social democratas serem eleitos para os parlamentos, como parte do processo democrático. Ele argumentou que a implosão do capitalismo adviria do voto maioritário para a criação de um estado social e a colocação de restrições ao empreendedorismo que irão sobrecarregar e acabar por destruir a estrutura capitalista. Schumpeter enfatiza ao longo da obra que está a analisar tendências e não a comprometer-se em patrocínio político. 
Na sua perspetiva, a classe intelectual desempenhará um papel importante no desmoronar do capitalismo. O termo "intelectuais" designa uma classe de pessoas em condições de desenvolver críticas dos assuntos sociais pelos quais não são diretamente responsáveis e capazes de defender os interesses dos estratos sociais a que eles próprios não pertencem. Uma das grandes vantagens do capitalismo, argumenta ele, é que, comparativamente aos períodos pré-capitalistas em que a educação era um privilégio de poucos, há cada vez mais pessoas a alcançar educação (superior). A disponibilidade de trabalho gratificante é no entanto limitada e isso, juntamente com a existência de desemprego, produz descontentamento. A classe intelectual é então capaz de organizar a contestação e desenvolver ideias críticas contra o mercado livre e a propriedade privada, ainda que essas instituições sejam necessárias à sua existência. Esta análise é similar à do filósofo Robert Nozick, que argumentava que os intelectuais desgostos pelas suas capacidades, que eram tão bem reconhecidas na escola, não terem a devida recompensa no mercado de trabalho, se voltavam contra o capitalismo, mesmo que nele usufruam de uma vida muito mais agradável nele do que em sistemas alternativos.
Na perspetiva de Schumpeter, o socialismo assegurará que a produção de bens e serviços seja dirigida para atender às “necessidades autênticas” do povo e vai superar algumas tendências inatas do capitalismo como as flutuações de conjuntura, desemprego e a decrescente aceitação do sistema. De acordo com alguns analistas, as teorias de Schumpeter da transição do capitalismo ao socialismo estavam "quase certas" Exceto que ele não previu o óbvio fracasso do socialismo na Europa Oriental, nem o papel da tecnologia que realmente promoveu a inovação e o empreendedorismo no mundo ocidental no início na década de 1980.

### Destruição criadora
O livro também introduziu o termo destruição criadora para descrever a entrada inovadora dos empreendedores era a força que sustentava o crescimento econômico a longo prazo, mesmo que isso destrua o valor das empresas estabelecidas que beneficiavam de algum grau de poder de monopólio. Devido aos entraves significativos à entrada de concorrentes de que beneficiavam os monopólios, os novos operadores teriam de ser radicalmente diferentes: garantindo que seriam alcançadas melhorias significativas, não uma mera diferença na embalagem. A ameaça de entrada no mercado manteria os monopolistas e oligopolistas disciplinados e competitivos, assegurando que eles invistam os seus lucros em novos produtos e ideias. Schumpeter acredita que era esta qualidade inovadora que fez do capitalismo o melhor sistema económico.

## Nota
- Este artigo foi inicialmente traduzido, total ou parcialmente, do artigo da Wikipédia em inglês cujo título é «Capitalism, Socialism and Democracy».